# Ambala (Distrikt)
Der Distrikt Ambala  (Hindi अम्बाला जिला, Panjabi ਅੰਬਾਲਾ ਜਿਲਾ) ist ein Distrikt im nordindischen Bundesstaat Haryana.
Der Distrikt befindet sich im Norden von Haryana, 190 km nördlich der Bundeshauptstadt Neu-Delhi. Der Distrikt erstreckt sich über die nordindische Ebene und reicht im Norden bis zu den Siwaliks. Die Markanda strömt durch den östlichen Distriktteil in südlicher Richtung. Seine Fläche beträgt 1574 km². Verwaltungssitz ist die namensgebende Stadt Ambala.

## Geschichte
Der Distrikt wurde 1847 zur Zeit der britischen Herrschaft als Verwaltungseinheit gegründet. Im Oktober 1989 wurde aus Teilen Ambalas der neue Distrikt Yamunanagar gebildet.

## Bevölkerung
Beim Zensus 2011 betrug die Einwohnerzahl 1.128.350. 10 Jahre zuvor waren es noch 1.014.411. Das entsprach einem Zuwachs von 11,2 %. Das Geschlechterverhältnis lag bei 885 Frauen auf 1000 Männer und wies damit den im Bundesstaat Haryan besonders ausgeprägten Männerüberschuss auf. Die Alphabetisierungsrate lag bei 81,75 % (87,34 % bei Männern und 75,50 % bei Frauen).
84,65 % der Bevölkerung waren Anhänger des Hinduismus, 12,25 % waren Sikhs, 1,96 % waren Muslime.

## Verwaltungsgliederung
Der Distrikt ist in 3 Tehsils gegliedert:
- Ambala
- Barara
- Naraingarh

Die Stadt Ambala ist eine Municipal Corporation.
Städte vom Status eines Municipal Committee sind:
- Barara
- Naraingarh

Die Garnisonsstadt Ambala Cantonment ist ein Cantonment Board.